# Il romanzo di Ramses - La dimora millenaria
La dimora millenaria (Le Temple des millions d'années) è il secondo volume della serie Il grande romanzo di Ramses, serie che parla della vita di Ramesse II, il più celebre Faraone d'Egitto.
In Italia il romanzo è uscito per opera della Arnoldo Mondadori Editore, con una prima edizione nel 1997 e una seconda nel 2016.

## Trama del libro
Non sentendosi ancora pronto al fardello della corona, Ramses deve resistere agli attacchi di Shenar e Menelao, il quale è deciso a riprendersi la moglie Elena e a fuggire dall'Egitto. Dopo un attacco fallito, Ramses viene a sapere che alcuni abitanti sono stati rapiti da Menelao e dai suoi greci, per salvare i quali dovrà cedere Elena. Ramses è costretto ad acconsentire, ma una volta rimasta sola sulla nave Elena si avvelena durante il viaggio, in modo che Menelao restituisca alla sua patria soltanto la sua salma. Il poeta Omero decide invece di rimanere in Egitto, avendo molto apprezzato il coraggio del nuovo faraone.
Spaventato da complotti di corte, il nuovo faraone decide di rinnovare l'amministrazione di palazzo affidando gli incarichi maggiori ai suoi fedelissimi: nomina Ameni, suo amico d'infanzia, portasandali personale e dunque capo di tutti gli scribi del regno; Nedjem, il fedele giardiniere, ministro dell'Agricoltura; Romè, cuoco reale, grande maggiordomo e capo intendente del palazzo faraonico; Asha, altro amico d'infanzia, capo dello spionaggio, Mosè l'israelita capo architetto; Nebu, vecchio sacerdote di Dendera, gran sacerdote del dio Amon; e Shenar, suo stesso fratello, ministro degli Affari esteri, credendo di poterlo migliorare. Shenar continua però a complottare contro Ramses e ora possiede Asha quale grande alleato, con il quale conta di sfruttare la sua amicizia con Ramses per indebolirlo.
Nell'ombra intanto cospira il malvagio Ofir, un mago libico, deciso a convertire l'Egitto alla religione del dio Aton e a proclamare come nuova regina la sua compagna Lita, discendente del faraone eretico Akhenaton. Sfruttando il suo forte carisma, lo stregone tenta più volte di attirare dalla sua parte Mosè, alla ricerca di una verità religiosa, ma questi si rifiuta ad ogni occasione. I complotti continuano comunque, e Ramses scopre tra i congiurati anche Sary, suo antico maestro, e sua moglie Tia, detta Dolente, sorella del faraone: già condannato a un'oasi, Sary viene obbligato ad abbandonare il proprio rango e a divenire sovrintendente nel lavoro degli operai per la costruzione della nuova capitale Pi-Ramses, della quale Mosè sarà architetto; Ofir trova Sary e Dolente riesce a portarli entrambi dalla propria parte, così come fa con Meba, ex ministro degli Affari esteri. In seguito, il mago decide di usare le sue arti oscure contro Nefertari, attualmente incinta: la regina viene colpita da un maleficio ma riesce comunque a partorire una femmina, chiamata Meritamun, che riesce a sopravvivere solo grazie agli intrugli benefici di Setau e di sua moglie, la nubiana Loto. Sapendo che l'attacco alla regina proviene da una fonte di magia nera, Tuya convince il figlio a costruire una "dimora millenaria" che possa fornire al faraone l'energia necessaria per la sua battaglia contro le forze malefiche. Ramses, dopo aver completato la costruzione del tempio di Luxor, ordina dunque a Bakhen, ex capo delle guardie e ora sacerdote a Tebe, di iniziare l'edificazione del Ramesseum, il suo tempio funerario.
Ramses nel frattempo è costretto a scendere nel profondo sud, in Nubia, per affrontare la rivolta ivi scoppiata, e riesce a riportare la pace nella regione; durante il viaggio di ritorno, si ritrova con i suoi uomini in una zona lussureggiante e magnifica chiamata "Abu Simbel". Ma intanto, nonostante gli incessanti controlli di Serramanna, nell'ombra vi sono ancora congiurati e Ofir è riuscito perfino ad allearsi con Shenar che intanto ha deciso di prendere accordi con Raia, una spia siriana al servizio degli ittiti. Quest'ultimo rivela al nobile egiziano che l'imperatore ittita Muwatalli vuole divenire suo complice nella caduta di Ramses, proclamandolo faraone d'Egitto dopo la sua rovina e instaurando con lui un rapporto di tipo commerciale.
Dopo alcuni anni, si concludono i lavori di costruzione di Pi-Ramses, la nuova capitale, dove vengono inaugurati grandi festeggiamenti per l'arrivo di Ramses e Nefertari. L'opera è stata possibile grazie a Mosé, divenuto ormai capo indiscusso degli ebrei che lo onorano come loro guida; lui stesso difende a sua volta gli operai più deboli dai soprusi dei loro sovrintendenti, in particolare da Sary, che non esita a spadroneggiare su di essi. Una notte, il mattonaio ebreo Abner si confida con Mosè rivelandogli i soprusi di Sary: Mosè allora riesce in apparenza a far ragionare Sary, ma quest'ultimo aggredisce Abner; Mosé riesce a salvarlo, ma nella colluttazione uccide per errore Sary. Spaventato e sicuro di essere ormai ricercato, decide così di fuggire via da Pi-Ramses in direzione del deserto.
Il romanzo si conclude con l'arrivo di un messaggio di Asha a Ramses: gli ittiti hanno deciso di attaccare l'Egitto.

## Personaggi
- Ramses: il protagonista della serie, diventa nuovo Faraone d'Egitto dopo la morte del padre Seti I, accaduta nell'ultimo capitolo del primo libro.
- Ameni: uno dei quattro amici d'infanzia di Ramses, nato da una famiglia egiziana. Di salute molto debole, diverrà uno scriba ufficiale e segretario particolare, e poi anche portasandali, del nuovo Faraone Ramses.
- Setau: nato da una famiglia nubiana, Setau è un altro dei quattro amici d'infanzia di Ramses, ed esperto in medicina.
- Asha: metà siriano e metà egiziano e amico d'infanzia di Ramses, è ora capo dello spionaggio, ma continua ad essere alleato con Shenar.
- Mosè: amico d'infanzia di Ramses, Mosè è un ebreo discendente di una generazione trasferitasi in Egitto dopo un lungo viaggio, e diventa capomastro e capo dei cantieri reali.
- Loto:  una nubiana i cui genitori furono uccisi quando era bambina, è innamorata di Setau, e come il marito diventa anche lei esperta medica.
- Nefertari: sposa principale di Ramses, conosciuta nel primo volume.
- Iset: appartenente a una famiglia di alto ceto, e sposa secondaria di Ramses, che ama alla follia, è comunque considerata da questi uguale a Nefertari.
- Tuya: regina d'Egitto e sposa reale di Seti I, morto nell'ultimo capitolo del libro precedente.
- Serramanna: capo di una tribù di pirati sardi, divenuto capo della guardia personale di Ramses.
- Elena: principessa lacedemone e moglie di Menelao, "salvata" dagli Achei dopo la Guerra di Troia, si trova ora sotto la protezione della regina Tuya.
- Shenar: fratello di Ramses, viene nominato Ministro degli Affari Esteri, ma farà di tutto per ostacolare il regno di Ramses stesso.
- Sary: ex-tutore di Ramses esiliato con la moglie Dolente dallo stesso Ramses per aver cospirato contro di lui, i due si alleano col mago Ofir, e diventerà il peggior nemico di Mosè nel libro.
- Dolente: sorella di Ramses e moglie di Sary, si allea con Ofir, il mago libico.
- Ofir: mago libico, apparentemente desideroso di instaurare di nuovo il culto di Aton.
- Lita: giovane ragazza soggetta da Ofir, perseguitata dai culti tradizionali perché fedele ad Aton.
- Muwattali: imperatore Tabarna degli Ittiti, fa la sua prima apparizione, seppur marginale, in questo volume.
- Menelao: re di Lacedemone, l'attuale Sparta, e protagonista della Guerra di Troia, si allea con Shenar già nelle parti finali del volume precedente, in modo da riprendersi la moglie.

## Edizioni
- Christian Jacq, Il romanzo di Ramses - La dimora millenaria, traduzione di Maria Pia Tosti Croce, Mantova, Arnoldo Mondadori Editore, giugno 1997,  p. 392, ISBN 978-88-04-43247-0.
- Christian Jacq, Il romanzo di Ramses - La dimora millenaria, traduzione di Maria Pia Tosti Croce, Mantova, Euroclub, 1997,  p. 322.
- Christian Jacq, Il romanzo di Ramses - La dimora millenaria, traduzione di Mariapia Tosti Croce, I Miti, Mantova, Mondadori, maggio 1998, ISBN 9788804449003.
- Christian Jacq, Il romanzo di Ramses - La dimora millenaria, traduzione di Maria Pia Tosti Croce, Oscar Grandi Bestsellers, Mantova, Mondadori, 2 febbraio 2016,  p. 323, ISBN 978-88-04-66214-3.